# Bambusnutzung

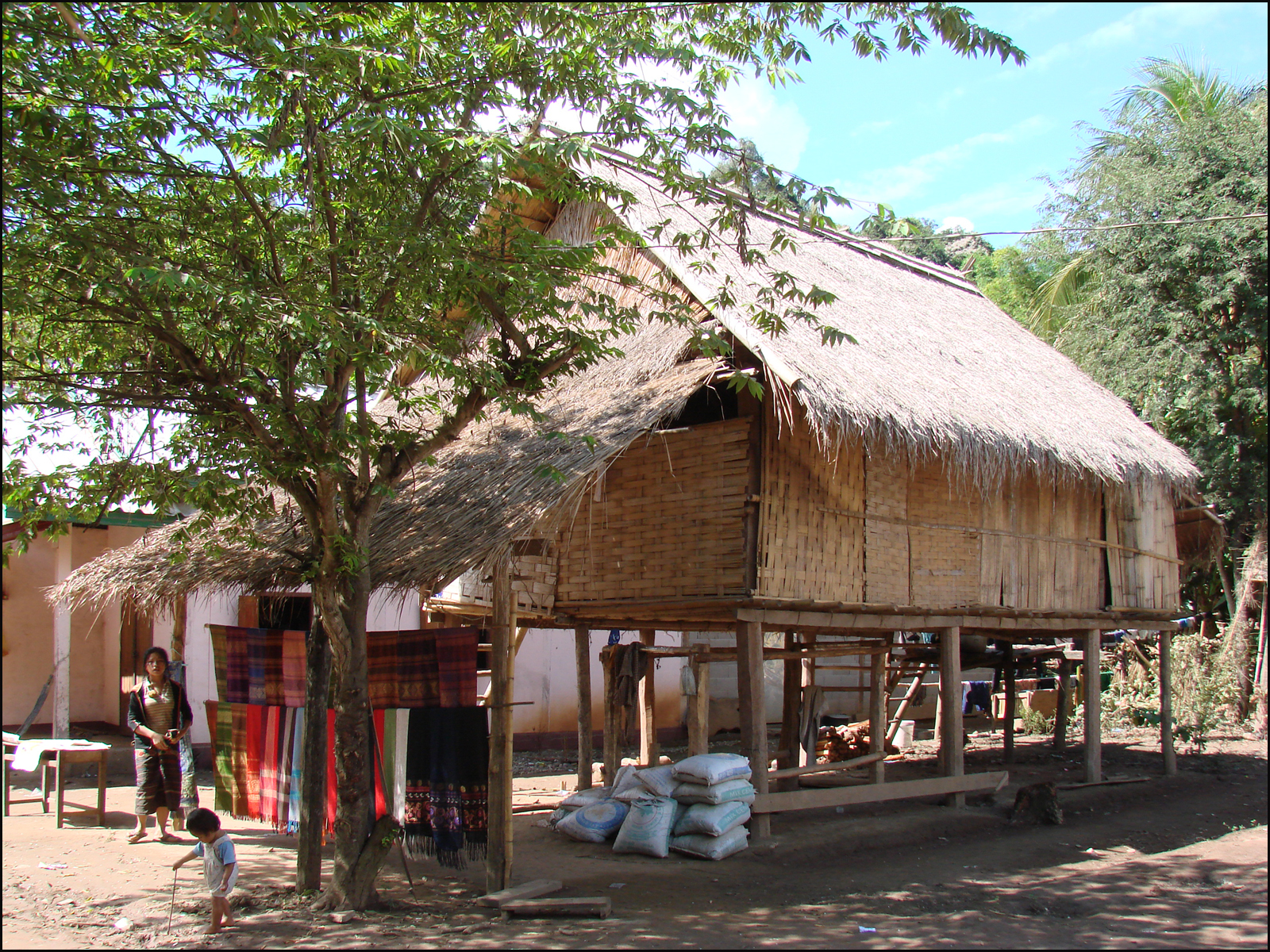
Stelzenhaus mit Bambuswänden nördlich von Luang Prabang in Laos.

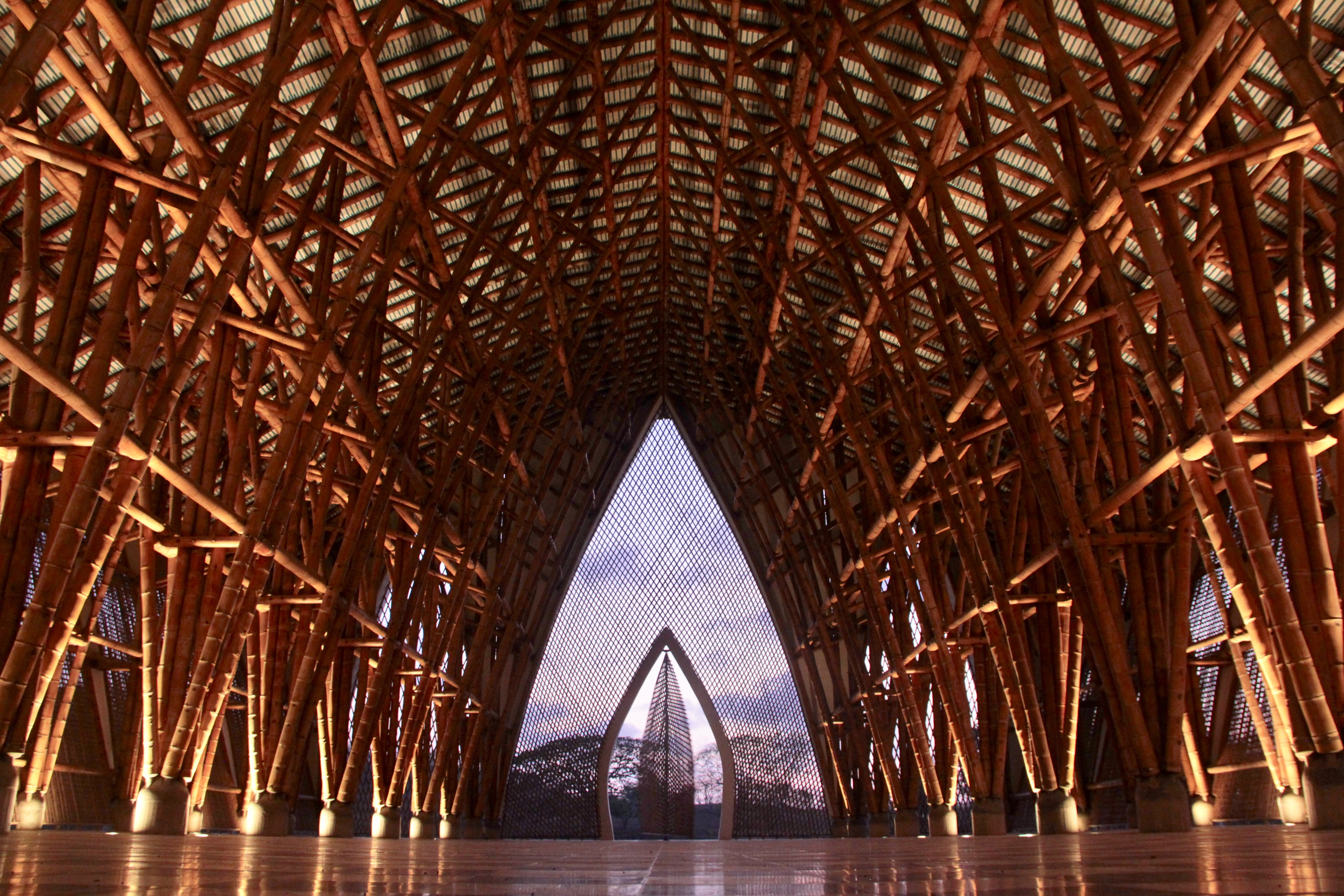
Der kolumbianische Architekt Simón Vélez (* 1949) hat sich auf moderne Bambusarchitektur spezialisiert. Dreischiffige Halle in Pereira, Kolumbien, als temporäre Kirche während der Restaurierung der beim Erdbeben 1999 beschädigten Kathedrale.

Weltweit bedeckt Bambus eine Fläche von ca. 37 Millionen Hektar, davon etwa sechs Millionen in China und neun Millionen in Indien. Je Hektar können 10 bis 15 Tonnen Biomasse pro Jahr nachhaltig gewonnen werden.
Belastbares Zahlenmaterial zu Flächen und ökonomischer Bedeutung liegt jedoch nicht vor, unter anderem da die Bambusnutzung häufig lokal erfolgt. Zudem wird Bambus von forstwirtschaftlichen Produktionsstatistiken in der Regel nicht erfasst. Bambus ist ein bedeutender, schnell nachwachsender Rohstoff. Vor allem in Asien hat er große ökologische, ökonomische und kulturelle Bedeutung; für etwa 1,5 Milliarden Menschen bilden Bambus und seine vielfältigen Anwendungsmöglichkeiten eine Lebensgrundlage. Das verholzende Riesengras ist seit Jahrhunderten regionaler Lieferant von Baustoffen und Brennmaterialien. Das Spektrum der Anwendungen reicht dabei von der Verwendung als Nahrungsmittel über die Nutzung als Baumaterial für den Möbel- und Hausbau, die Produktion von Textilien und Biowerkstoffen bis hin zur Nutzung von Pflanzenauszügen (Bambusmilch) bei der Herstellung von Kosmetik- und Pflegeprodukten. Auch energetisch wird Bambus genutzt, beispielsweise in Form von Bambuspellets oder Bambus-Holzkohle.

## Lebensmittel

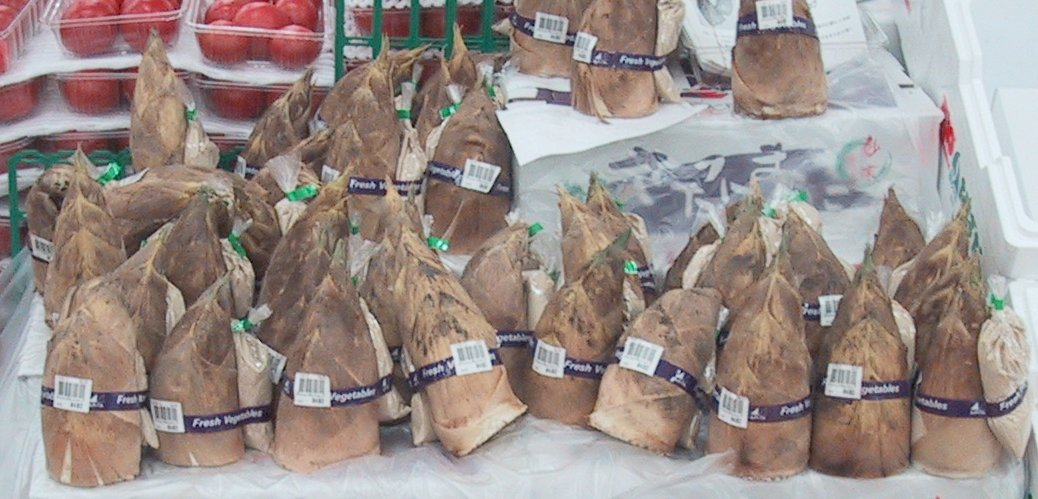
Frische Bambussprossen im Supermarkt

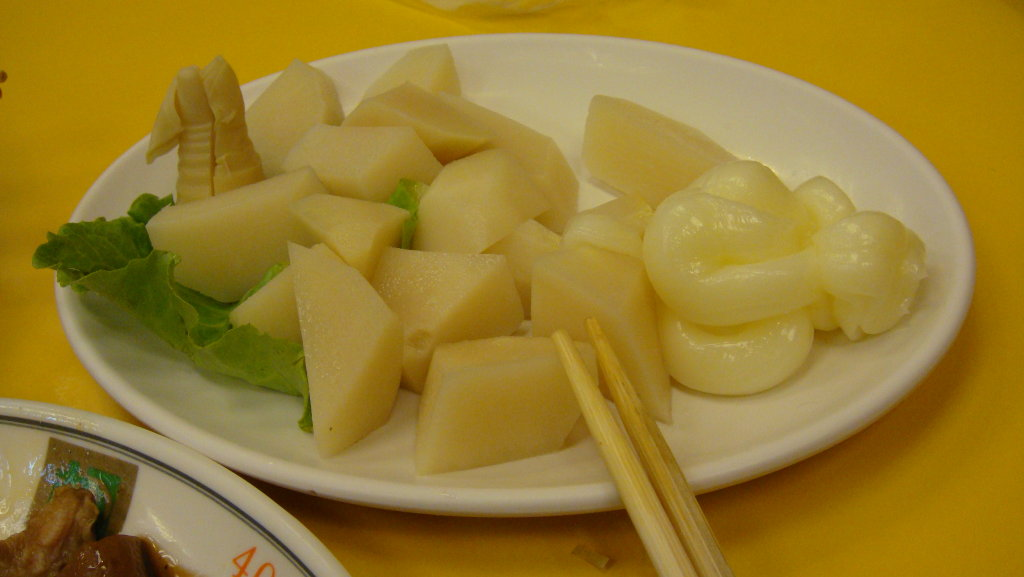
Frischer Bambus und Mayonnaise in einem kleinen Straßenrestaurant in Taipeh

Die Nutzung als Lebensmittel betrifft vor allem die jungen Schösslinge des Bambusrohrs, die als Gemüse genossen oder in Essig eingelegt werden. Besonders die Gattungen Bambusa, Dendrocalamus und Phyllostachys sind für den Verzehr geeignet. Frisch geerntete Bambussprossen haben ein sehr festes, hellgelbes Fleisch mit schmalen Luftkammern in der Mitte der Sprosse. Sie werden gewonnen, indem sie aus dem Boden gegraben werden, und sind mit mehreren sehr festen, haarigen und dunkelbraunen Blättern umgeben, die vor dem Kochen entfernt werden. Bambussprossen werden vorwiegend aus Asien und Lateinamerika importiert. In Europa werden sie nur in Italien angebaut. Sie werden auch vorgekocht und abgepackt zum Verkauf angeboten.
Die Schösslinge enthalten ein Toxin (Blausäureglykosid), das durch Kochen hydrolysiert werden muss, wobei die entstehende Blausäure verdampft. Auch die in vielen Bambusarten enthaltenen Bitterstoffe werden durch Kochen zerstört. In Japan werden Bambussprossen z. B. zusammen mit dem Mehl gekocht, das beim Polieren von Reis entsteht („nuka“) und vor allem die äußeren Schichten des Reiskorns enthält. Eingelegte Bambussprossen werden „Achia“ oder „Atchia“ genannt.
Wirtschaftlich erfolgreich ist der Einsatz von feinem Bambuspulver (oder -fasern) als Zuschlagstoffe für Lebensmittel. Sie sind geschmacksneutral bei einem Ballaststoffgehalt von über 98 %. Diese Bambusprodukte bieten sowohl die ernährungsphysiologischen (z. B. Ballaststoffanreicherung, Kalorienreduktion) als auch die technologischen (z. B. Texturverbesserung, Wasserbindung) Vorzüge von Ballaststoffkonzentraten und lassen sich daher vielseitig in der Produktentwicklung einsetzen. Zwar sind sie in der EU als Novel Food klassifiziert und ihr Einsatz daher in der EU (noch) nicht zugelassen, insbesondere in den USA und Kanada sowie im asiatischen Raum werden sie aber für verschiedene Nahrungsmittel und -ergänzungsmittel genutzt, beispielsweise in Fruchtsäften sowie in Gewürzen, Tabletten, Backwaren und Soßen.
In Osttimor wird Fleisch in dicken Bambusrohren gegart. Diese Zubereitungsmethode nennt man Tukir.
In Südkorea wird Extrakt von Bambusblättern zur Herstellung des medizinischen Weins Daetongju verwendet. Außerdem wird Bambussalz hergestellt, indem Salz in Bambus geröstet wird. Dieses wird in Zahnpasta, als Desinfektionsmittel und zur Verdauungshilfe eingesetzt.

## Gartenbau

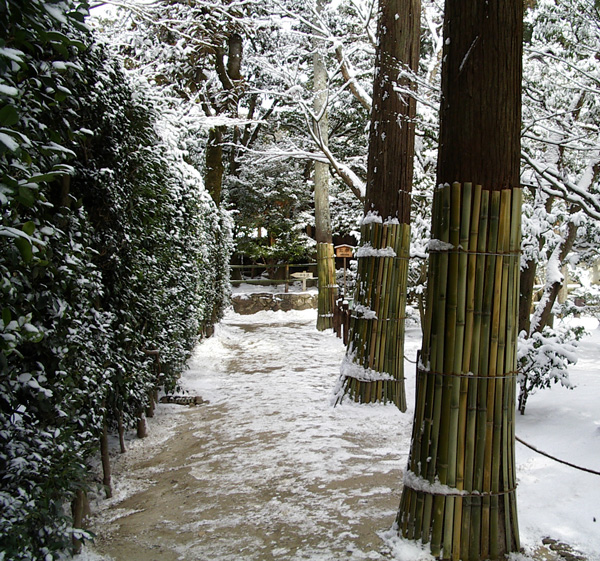
Schutz der Baumrinde vor Tierfraß mit Matten aus Bambusstäben (Japan)

In der chinesischen Gartenkunst ist der Bambus ein wesentliches Gestaltungselement. Auch in europäischen Gärten wurde der Bambus in den letzten Jahren immer beliebter. Dabei kann Bambus u. a. als Hain, Hecke, Bodendecker, Terrassen- und Innenhofbegrünung, Sicht- und Windschutz, für Dachgärten, als Kübelpflanze oder Wintergartenbegrünung eingesetzt werden und ist gestalterisch vielseitig einsetzbar.
Bambus ist eine immergrüne Pflanze. 80 Prozent aller in Deutschland angebotenen Bambussorten (insbesondere Fargesia, Phyllostachys) sind robust und verkraften kurzzeitig Temperaturen bis −20 °C.
Durch die Rhizome kann es zu unerwünschter Ausbreitung im Garten sowie zu Schäden an umliegenden Gebäuden kommen.

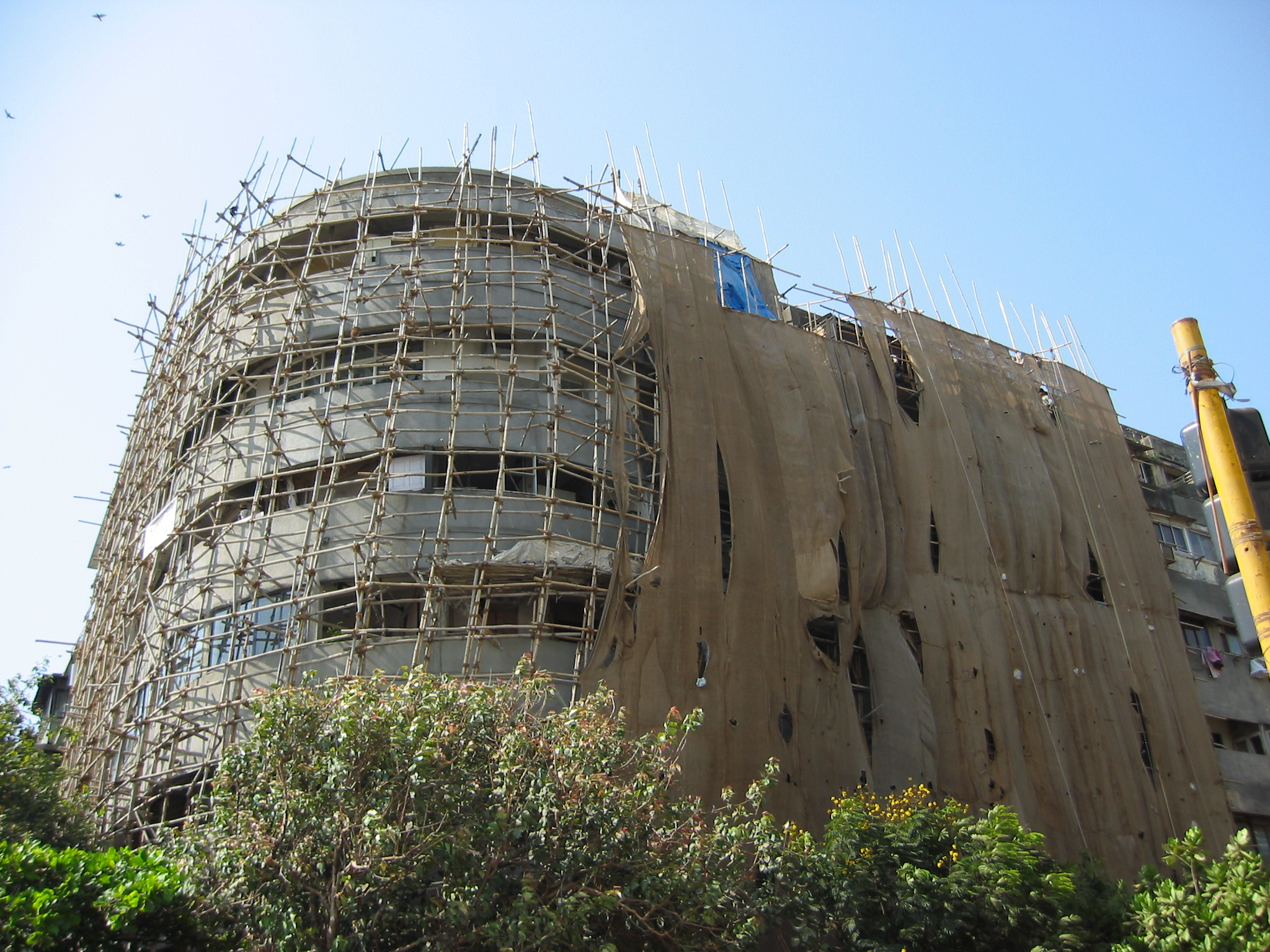
Verwendung von Bambus: Ein Baugerüst in Mumbai, Indien

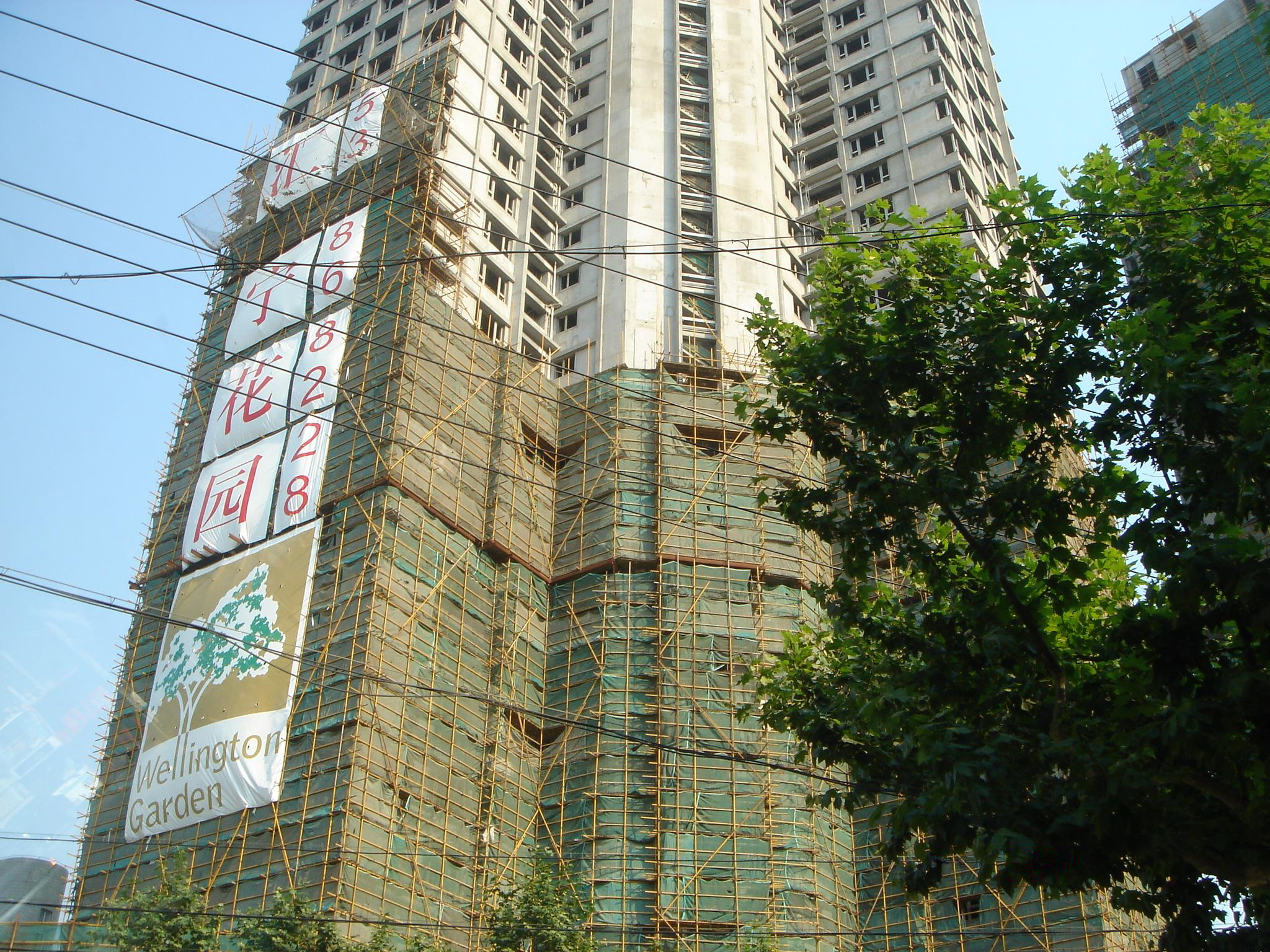
Bambusgerüst in Shanghai, Volksrepublik China

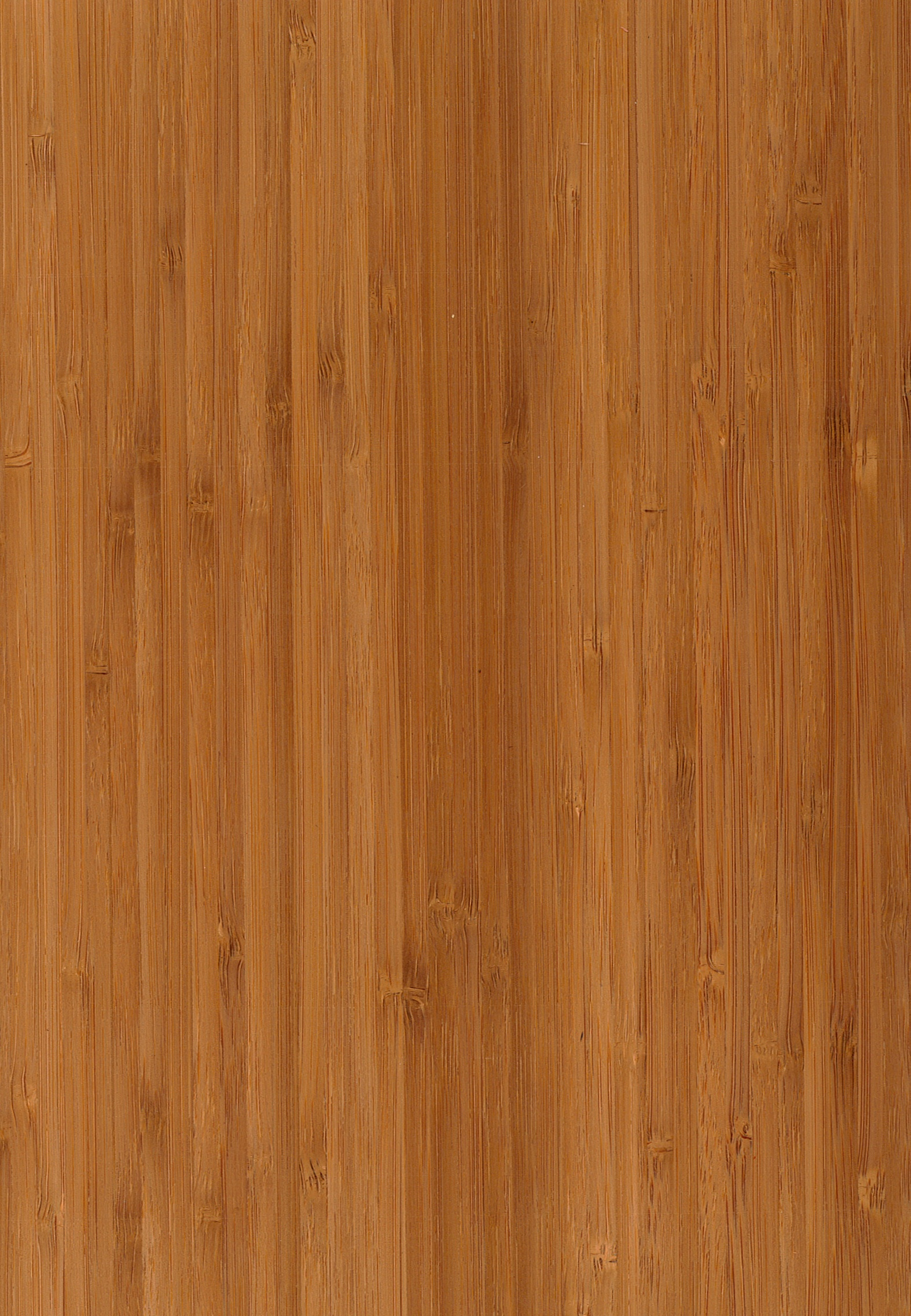
Aus Bambus hergestelltes Furnier, unbehandelt

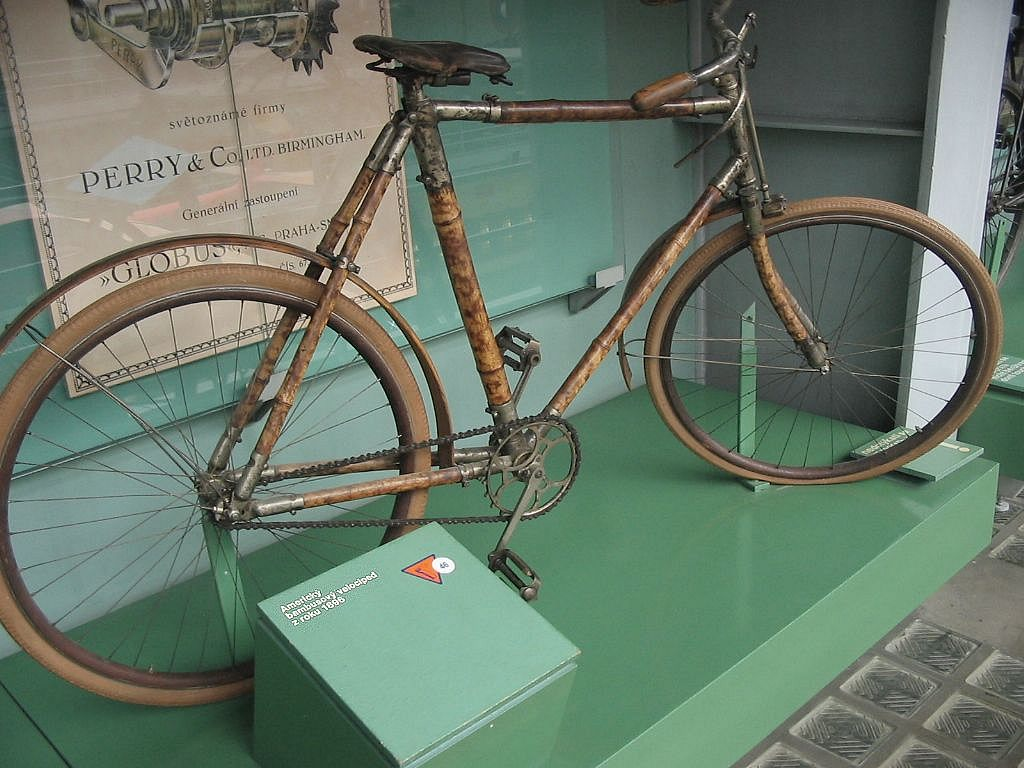
Bambusfahrrad – USA, 1896, im Technischen Museum in Prag

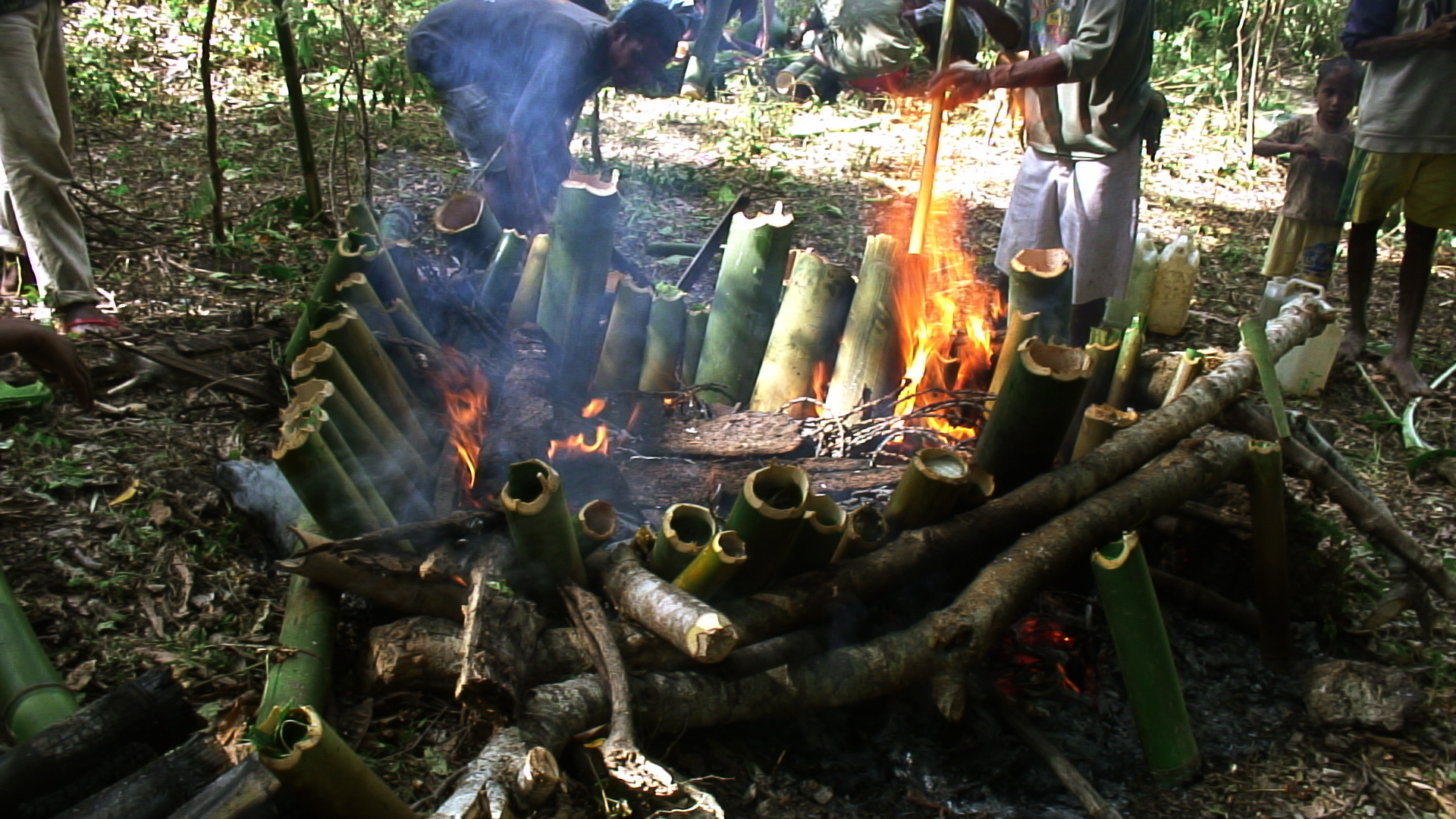
Kochen in Bambusstangen in Osttimor

## Gebrauchsgegenstände

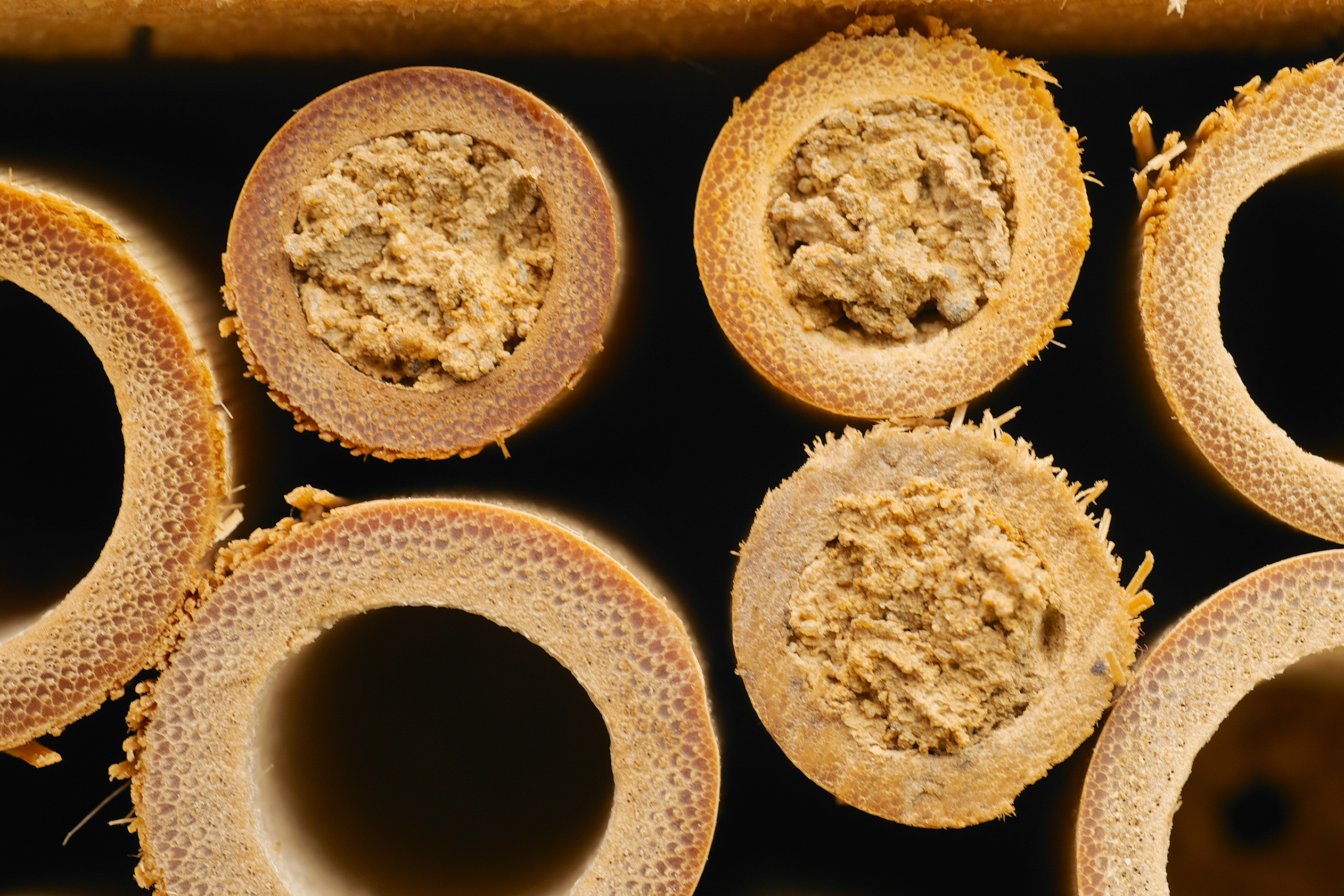
Insektenhotel mit Bambusrohren

Bambus wird traditionell auf vielfältige Weisen genutzt, um Möbel und allerlei Hausgeräte herzustellen, unter anderem kunstvoll geflochtene Körbchen, Vorhänge, Dosen, auch als Trägermaterial für Lackkunst, u. Ä. Aber auch andere Gegenstände des täglichen Gebrauchs wie Hüte, Körbe und Reusen werden aus Bambus hergestellt. Darüber kann das lange, krause Geschabsel zum Füllen von Polstern verwendet werden.
In China wurden zu Rollen zusammengebundene Bambusstreifen als Schreibmaterial verwendet. Zerklopfter Bambussplint kann als Pinsel genutzt werden. Eine kletternde Art wird zu allerlei Flechtwerk, Säcken, ja selbst zu Jacken verarbeitet. Auch in Europa wurde Bambus zur Produktion von Stöcken (Pfefferrohr) und Regenschirmstielen genutzt, außerdem können Fahrräder aus Bambus hergestellt werden.

### Haushaltswaren

#### Allgemein
Matten, Körbe und Gefäße werden aus schmalen, furnierähnlichen Streifen verschiedener Bambusarten geflochten. Mit Hilfe von Garnen können diese Streifen auch zu Bodenbelägen oder Jalousien verbunden werden; sie sind hart wie Holz und lassen sich wie ein Gewebe zusammenrollen. Daher eignen sie sich auch für die Herstellung von Möbeln und Zäunen.
Als Bedarfsgegenstände werden Zahnbürsten aus Bambus angeboten. Diese sind mit Ausnahme der Borsten, die aus Nylon oder Bio-Kunststoff bestehen, biologisch abbaubar. Da der Bambus jedoch überwiegend aus China kommt, ist die Ökobilanz durch die weiten Transportwege suboptimal.
Ein Bambusspan von keilförmigem Querschnitt, dessen scharfe Kante die kieselsäurereiche, harte äußere Schicht bildet, kann als Messerklinge oder Wetzstein für eiserne Messer verwendet werden.

#### Lebensmittelbereich

##### Asiatische Küche
In einer Bambusröhre, die dabei zwar verkohlte, aber nicht verbrannte, kochten die Javaner an einem Bambusfeuer junge Bambustriebe. In Osttimor werden Speisen in Bambusstangen im Feuer gekocht. Spezielle Bambusmatten, sogenannte Makisu werden in der japanischen Küche traditionell für die Herstellung von gerolltem Sushi, wie Maki-Sushi und „California Rolls“, verwendet wird. Sushi-Matten bestehen aus zusammengebundenen Bambusstäbchen und sind mittlerweile fast überall erhältlich, wo eine große Auswahl an Sushizutaten angeboten wird.

##### Lebensmittelkontakt-Materialien und -Gegenstände
In der Gastronomie wie privat wird Bambus für Einwegprodukte wie Spieße, Rührstäbchen oder sonstiges Kochgeschirr, als Besteck und als Essgeschirr auch für Kinder verwendet, was bislang oft im Einweggeschirr eingesetzte Kunststoffe ersetzen soll. Materialprüfungen ergaben, dass es manchmal mit Melaminharz als Bindemittel versetzt und dadurch weniger ökologisch ist als behauptet. Die Verbraucherzentrale Bundesverband veröffentlichte am 29. Juli 2021 eine Warnung vor Kunststoffgeschirr mit Bambus-, Reis- oder Weizenfasern, da dieses Geschirr häufig Kunststoffe enthalte, die potentiell krebserregendes Formaldehyd abgeben könnten. Die Konsumentenredaktion des ORF kritisiert im Juli 2020, die bloße Angabe „Bambus“ als irreführend, für Geschirr und Besteck aus mit Bambusmehl oder -fasern gefülltem Melamin-Werkstoff. Daher wurde das untersuchte Kindergeschirr als ungenügend (Note 5) bewertet, insbesondere weil zu viel der Schadstoffe Melamin und Formaldehyd abgegeben werden und oft der Hinweis fehlte, dass Melaminharz-Geschirr grundsätzlich nur bis 70 Grad Celsius erhitzt werden darf. Somit verstießen solche Lebensmittelkontakt-Materialien und -Gegenstände gegen Lauterkeits- und Gesundheitsschutznormen der EU.

### Musikinstrumente
In vielen Regionen weltweit werden Musikinstrumente aus Bambus hergestellt. Am einfachsten und entwicklungsgeschichtlich am ältesten ist das Bambusstampfrohr. In Indonesien gibt es das Schüttelidiophon angklung, und zahlreiche asiatische Schlitztrommeln bestehen aus Bambus. Bambusrasseln und gegeneinander geschlagene Bambusstücke sind in der Musik Neuguineas verbreitet. Die toka im Nordosten Indiens ist eine Klapper aus einem geschlitzten Bambusrohr.
Bekannte japanische Bambusflöten sind die shakuhachi und shinobue, in China sind es dizi und xiao, in Indonesien die suling und in Indien wird die Querflöte bansuri in der Volksmusik und klassischen Musik gespielt. Die chivoti an der Küste Kenias wurde vermutlich aus Indien übernommen. Zur südamerikanischen Andenmusik gehören die Kerbflöte quena und die Panflöte zampoña. Eine Neuentwicklung der 1970er Jahre ist das klarinettenähnliche xaphoon.
Die malakat in Äthiopien ist eine Naturtrompete aus einer Bambusröhre und einem Schallbecher aus Metall oder einer Kalebasse. Die Naturtrompete trutruka der chilenischen und argentinischen Mapuche wird aus dem Colihue-Bambus hergestellt. Ein ungewöhnliches, aus zwei unterschiedlich dicken Röhren bestehendes Blasinstrument in Indonesien heißt bumbung nach dem indonesischen Wort für „Bambusröhre“.
Die einfachsten Saiteninstrumente aus Bambus sind idioglotte Bambusröhrenzithern, bei denen mehrere Saiten aus einem Internodium herausgeschnitten werden und an den Enden mit der Röhre verbunden bleiben. Diese sind in Südostasien weit verbreitet, etwa auf den indonesischen Inseln Java (celempung bambu), Bali (guntang) und Roti (sasando) sowie auf den Philippinen (kolitong). Die mit einer einzigen Stahlsaite bespannte, vietnamesische đàn bầu wurde früher ebenfalls aus einer Bambusröhre hergestellt. Zu den idioglotten Bambusröhrenzithern im Nordosten Indiens mit zwei Saiten gehören die mit einem Bambusstab geschlagene gintang und die chigring sowie die gezupfte yalambar in Nepal. Die madagassische valiha mit ungefähr 20 Saiten ist ein gezupftes Melodieinstrument. Bei hauptsächlich in Afrika vorkommenden Floßzithern sind mehrere Bambusröhren parallel verbunden.
Vereinzelt werden einzelne Orgelregister mit Pfeifen aus Bambus ausgeführt. Die Orgel in der katholischen Kirche von Las Piñas bei Manila auf den Philippinen enthält überwiegend Pfeifen aus Bambus.

### Waffen
Auch zu Waffen wurde Bambus verarbeitet: Blasrohre, Pfeilschäfte und Pfeilspitzen, Lanzen und Palisaden bestanden aus dem Material. In Japan wurden aus Bambus in einem komplizierten Prozess die Yumi (Bögen) der Samurai hergestellt. Ähnliche Bambusbögen werden auch heute in Japan und von fortgeschrittenen Schützen in Europa im Kyūdō verwendet. Mit Bambusspitzen bestückte Fallen und Fallgruben wurden noch im Vietnamkrieg im 20. Jahrhundert durch die Nationale Front für die Befreiung Südvietnams eingesetzt. Auch im Kendō wird mit sogenannten Shinai, die ebenfalls aus Bambusstreben bestehen, gekämpft.

## Bau- und Werkstoff
Bambus ist ein leicht verfügbarer und zugleich hochwertiger Rohstoff. In vielen Eigenschaften ist Bambus den Harthölzern ebenbürtig und in seiner Zähigkeit dem Holz sogar überlegen; durch die Hohlräume ist Bambus extrem leicht und elastisch.
Während Bambus in Asien oft als „Holz der armen Leute“ gilt, ist es in Europa ein exklusiver Werkstoff für die Innenausstattung. Die größte Bedeutung hat Bambus traditionell als vielseitiger Baustoff. Die Verwendung reicht von temporären Bauten und dem Hausbau über den Möbelbau bis hin zu technischen Konstruktionen wie Bambusbrücken aus besonders langem Tonkinrohr. Als konstruktives Baumaterial sind maßhaltige Bambusstangen mit einem der Anwendung entsprechenden Durchmesser erforderlich. Um die häufige Rissbildung zu minimieren, muss das altersgerecht geerntete Material zeitaufwändig und schonend getrocknet werden. Je nach Verwendung wird das Rohr zu Streifen geschnitten (was auch die Rissbildung minimiert), geschliffen, weiterverarbeitet und gegebenenfalls oberflächenbehandelt.
Aus dem zähen, leichten und sehr harten Holz werden traditionell Häuser gebaut, die Nutzung geht mit der modernen Bautechnik allerdings deutlich zurück und vor allem in Städten finden sich heute kaum noch Gebäude in Bambusbauweise. Früher wurden ganze Dörfer nur aus Bambus gebaut, und der größte Teil der Hauptstadt von Siam schwamm auf Bambusflößen. Auch Brücken und Wasserleitungen wurden aus Bambus gebaut sowie Gerüste und Straßen. Für die Nutzung als Baustoff ist es allerdings notwendig, dass der Bambus vor seiner Verwendung behandelt wird, um ihn gegen Pilze und Insekten resistent zu machen. Hierzu dienen vor allem die seit langem zum vorbeugenden Holzschutz verwendeten Borsalze. Bei der Verwendung von Bambus als Baustoff ist es wichtig, dass er vor Feuchtigkeit geschützt wird. Dies geschieht dadurch, dass das Gebäude nicht auf dem Boden, sondern einem feuchtigkeitsresistenten Unterbau (Steine oder Betonsockel) steht und dass ein auskragendes Dach den Bambus gegen Feuchtigkeit schützt. In erdbebengefährdeten Gebieten (beispielsweise in Indonesien) zeigt sich, dass Bambushäuser den Erdstößen wesentlich besser gewachsen sind als Backsteinhäuser.

### Plattenwerkstoff

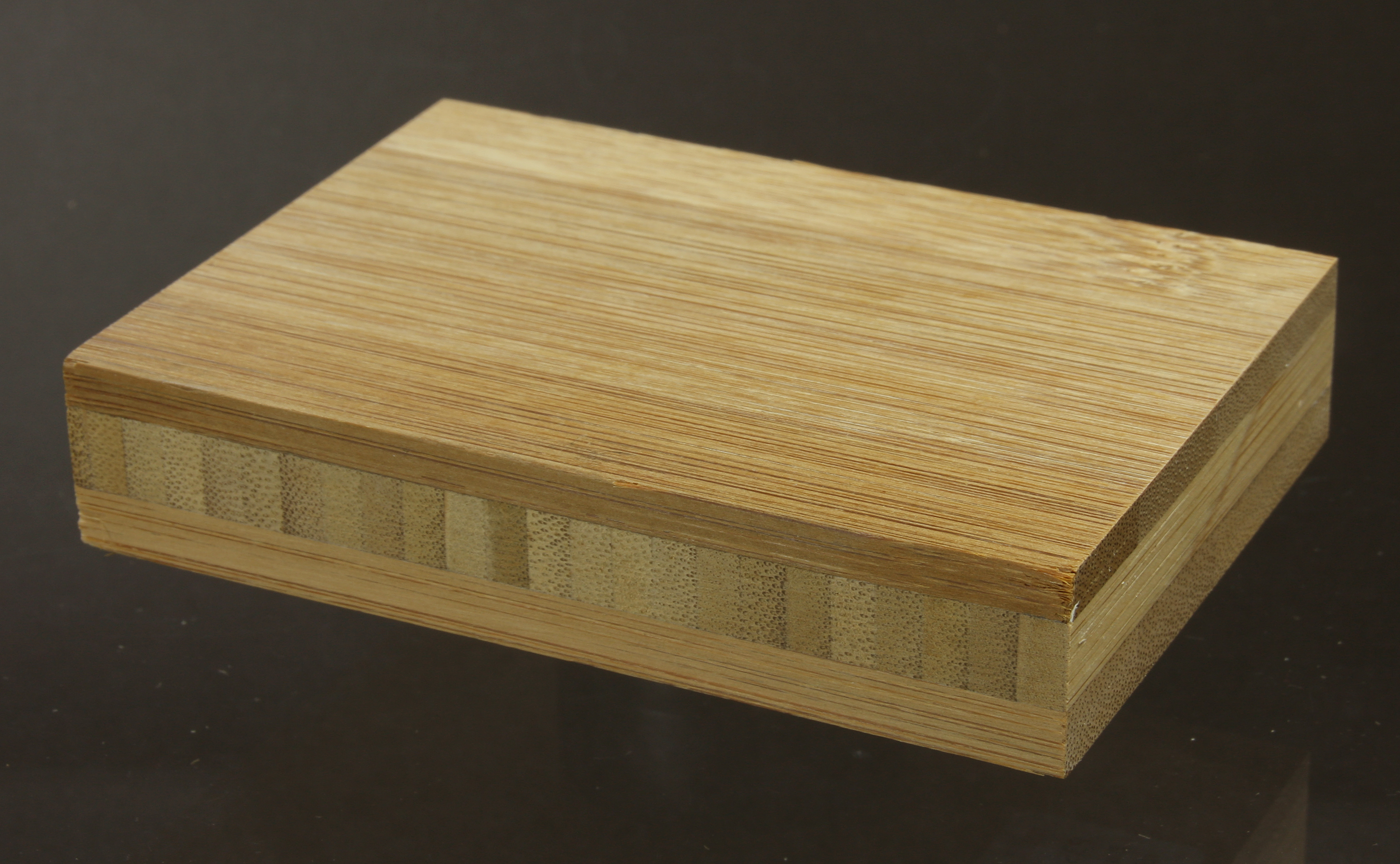
Bambus-Stäbchenplatte naturbraun

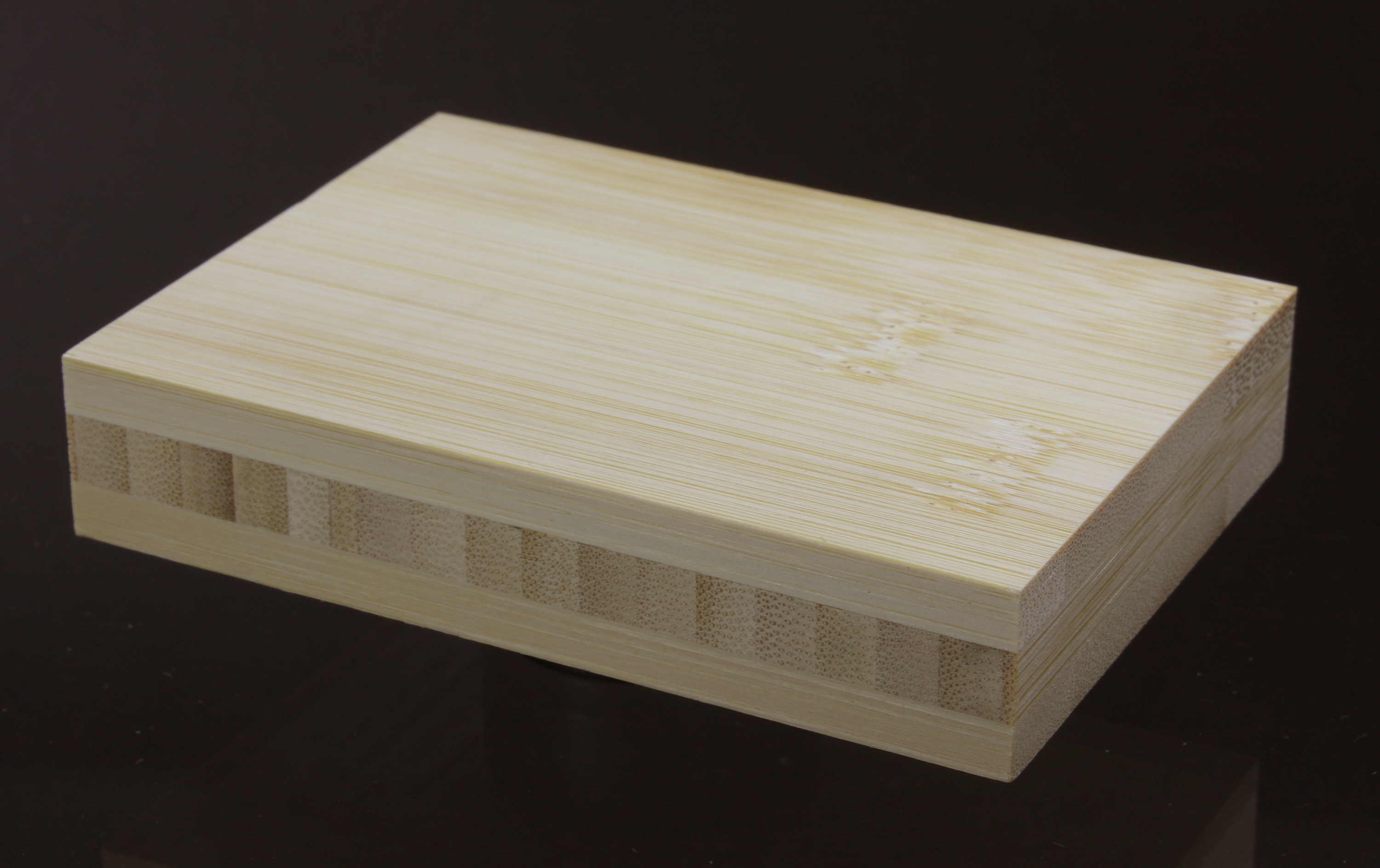
Bambus-Stäbchenplatte hell

Einen bedeutenden neuen Markt für Bambus-Erzeuger nehmen die Plattenwerkstoffe ein. Die Produkte sind nur etwa halb so teuer wie die konkurrierenden Holzwerkstoffe. Wegen seiner hohen Stabilität und Festigkeit ist Bambus ein idealer Werkstoff für verleimte Platten und Grobspanplatten (OSB; Oriented Strand Board). Seit vielen Jahren wird Bambus-Sperrholz produziert. Es wird in großen Mengen zur Beplankung von LKW eingesetzt.
Im konstruktiven Ingenieurbau werden derzeit neue Wege in puncto Erdbebensicherheit mittels Bambuselementen beschritten. Temporäre Bauten und filigrane Konstruktionen werden trotz strenger baurechtlicher Vorgaben zunehmend häufiger realisiert. Geringes Gewicht bei zugleich hoher Zugfestigkeit sind bei allen High-Tech-Anwendungen die technisch und wirtschaftlich kaum kopierbaren Pluspunkte des Bambus. Bei dem vom Freistaat Thüringen initiierten Designwettbewerb adream wurde 2010 die selbsttragende Leichtbau-Bambusplatte Conbou ausgezeichnet.

### Bambusparkett
Bambusparkett ist seit etwa 20 Jahren auf dem Markt erhältlich. Für das Parkett werden die Rohlinge gespalten, die Inneren Knoten und Außenhaut entfernt und grobgeschliffen. Anschließend wird das Parkett „karamellisiert“, dazu wird der Bambus mit Wasserdampf behandelt, wodurch sich der Zuckergehalt in der Pflanze umbildet und das Holz dunkler wird. Nach dem Trocknen wird das Material geklebt und gepresst sowie feingeschliffen und lackiert. Die Nachfrage nach solchem Parkett ist auf Grund der guten gestalterischen und technologischen Eigenschaften weltweit angestiegen. Eine Weiterentwicklung stellt Parkett aus verdichtetem Bambus mit einem Harzsystem als Bindemittel dar, ein strapazierfähiges Material mit vergleichsweise hoher Dichte von 1.100 kg/m³ (Bambusrohstoff: 600–800 kg/m³) und optisch reizvoller Oberfläche. Das Produkt wird als Alternative zu tropischem Hartholz bei Parkett und Terrassenbodenbelägen angeboten.

### Leichtbau
Bambus ist innen hohl und besitzt, wie viele andere Gräser, in regelmäßigen Abständen Knoten, die der Stabilität des Halmes dienen und dem Knicken entgegenwirken. Dies ist eine sehr einfache Leichtbaustruktur, weshalb das Prinzip auch von der Bionik untersucht wird. Die scheibenförmigen Knoten verhindern das Abflachen des Querschnitts bei starker Biegebelastung und das Umknicken des Bambusrohrs. Bambus versagt bei Biegung eher durch Zersplitterung als durch Knicken.

## Bambusmehl und Bambusfasern
Bambus lässt sich auch gut mit anderen Werkstoffen kombinieren. Als hochwertige Fasern mit einem günstigen Längen-Dicken-Verhältnis wirkt Bambus verstärkend, beispielsweise in Kombination mit Kunststoffen, als Schleifstaub (z. B. Reststoffe der Plattenfertigung) wirkt er versteifend in Verbundwerkstoffen. Die Zugabe von natürlichen Stoffen soll zudem zu einem stabileren, erdölunabhängigeren Preis der Kunststoff-Compounds führen. Verbundwerkstoffe mit Bambusanteil sind seit einigen Jahren erfolgreich am Markt eingeführt; in Asien werden sie unter der Bezeichnung Wood-Plastic-Composites (WPC) gehandelt. In den USA und Europa allerdings werden unter dieser Bezeichnung gewöhnlich mit Nadelholzfasern gefüllte und verstärkte Verbundwerkstoffe verstanden. Für speziell aufbereitete Bambusfasern, besonders in Kombination mit Biokunststoffen, werden in der zukünftigen Werkstoffentwicklung erhebliche Marktchancen gesehen. Auch in Beton können größere Mengen Bambusfasern als preiswerter Zuschlag und Faserverstärkung eingesetzt werden, wie Versuche in Asien und Europa zeigen. Der Markt für derartige innovative Biowerkstoffe verzeichnet Wachstumsraten von jährlich bis zu 50 Prozent. Zudem werden Bambusfasern auch bei der Herstellung von Einweggeschirr eingesetzt.

## Zellstoff und Textilien
Bambus enthält nur 1,5–4 mm kurze Zellulosefasern mit einem Außendurchmesser von 11 bis 19 μm und einem hohlen Durchmesser von 2 bis 4 μm, die daher nicht spinnbar sind. Die heute vielfach aus Marketinggründen als „Bambus-Textilien“ (woven bamboo) angebotene Bekleidung, vor allem Strümpfe, besteht aus Viskosefasern. Hierbei dient Bambus lediglich als Rohstoff für die daraus in einem chemischen Prozess gewonnene und zur Viskosefaser weiterverarbeitete Cellulose. Neben Bambus können beispielsweise auch andere Zellulosequellen wie Buche, Birke, Kiefer, Fichte, Pinie oder Eukalyptus für die Viskosefaserherstellung verwendet werden. Daneben gibt es Textilien aus der echten Bambus-Bastfaser. Die Bambus-Bastfaser wird einem mit der Leinenfasergewinnung vergleichbaren Verarbeitungsprozess unterzogen. Danach wird die Bambus-Bastfaser im Lang- oder Kurzstapelverfahren zu einem Garn versponnen.
In China wurde Papier traditionell überwiegend aus dem Zellstoff junger Bambustriebe erzeugt. Bambus wird seit Jahrzehnten in erheblichem Umfang in der asiatischen und südamerikanischen Zellstoff- und Papierindustrie eingesetzt. Der Anteil des Bambus wird zwar global gesehen und relativ zum Einsatz von Holz als rückläufig bewertet, denn der schnellwachsende Eukalyptus und die langfaserigen Kieferngehölze liefern wirtschaftliche Vorteile für die Industrie, China wird dennoch vor allem auf Grund der riesigen (Binnen-)Nachfrage und begrenzter Holzvorräte weiterhin auf Bambus setzen. Auf Jamaika wird sehr viel Bambusfaser für die nordamerikanische Papierfabrikation gewonnen.

## Inhaltsstoffe
Bambuskampfer (Bambuszucker, Tabachir) ist ein chemischer Grundstoff, der sich als Konkretion aus der wässrigen Lösung in einzelnen Bambusarten entwickelt. Der Stoff bildet in den Internodien der Pflanze unregelmäßige, erbsengroße, weiß-gelbliche oder bräunliche, opalartig durchscheinende Ablagerungen. Sie können leicht in Handarbeit aus dem gespaltenen Halm gekratzt werden und stellen ein Zusatzeinkommen für Bambus-Besitzer dar. Bambuskampfer wird in der chinesischen Medizin auch als Poliermittel eingesetzt. Er wird in großer Menge in arabische Länder exportiert.
Weitere chemische Grundstoffe, vor allem Flavonoide, werden aus den Bambusblättern gewonnen. Flavonoide kommen in vielfältigen Strukturen in praktisch allen Nahrungspflanzen vor. Die meisten Flavonoide sind an Glucose oder Rhamnose gebunden und wirken als Antioxidantien. Viele der Wirkfunktionen sind jedoch noch unerforscht, hier wird ein großes Potenzial gesehen. Vor allem die Kosmetikindustrie hat die Vorteile aufgegriffen und setzt flavonoidhaltige Pflanzenauszüge vermehrt in Antifalten- oder Sonnencremes ein, kombiniert mit Vitaminen. In Europa sind außerdem Körperpflegeartikel (Duschgel, Seife, Badezusatz etc.) und Arzneimittel mit solchen Inhaltsstoffen auf dem Markt.

## Energetische Nutzung

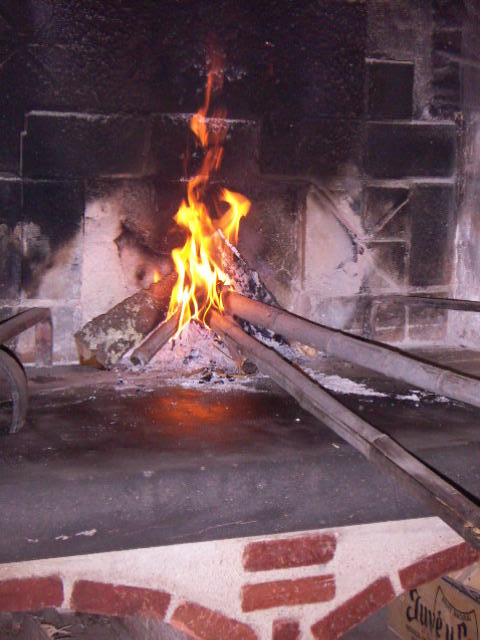
Bambus als Brennmaterial

Holzkohle aus Bambus ist in Asien ein altbekannter Energieträger zum Kochen und Heizen – und ein wichtiger Energieträger für die Industrie. China exportiert jährlich größere Mengen dieser Holzkohle nach Japan. Die hochverdichtete Bambus-Holzkohle hat eine zweieinhalbfach höhere Brenndauer als herkömmliche Holzkohle. Aus diesem Markt heraus werden seit einigen Jahren neue, höherwertige Anwendungen erschlossen, beispielsweise Filtersysteme für die Industrie oder zur Wasseraufbereitung, desodorierende Mittel oder hochwertige Zeichenkohle. Bambus-Pellets sind nicht nur preislich eine konkurrenzfähige Alternative zu Brennholz: Bambus hat bei gleicher Rohdichte den dreifachen Energiegehalt. Der globale Markt wächst rapide; die Nachfrage stieg allein in den Niederlanden und in Großbritannien in zwei Jahren von null auf über eine Million Tonnen.
Das primäre Verbrennen von Bambus wird jedoch ähnlich wie bei Holz kritisch betrachtet – in der Regel bietet die stoffliche Nutzung, bzw. die Herstellung hochwertiger Produkte, eine wesentlich höhere Wertschöpfung. Im Sinne einer Kaskadennutzung kann am Ende des Produktlebens immer noch die thermische Verwertung stehen. Zudem beeinflussen Prozess- und Transportemissionen die Ökobilanz und die bei Biomasse grundsätzlich CO2-neutrale Verbrennung negativ. Im dörflichen Bereich gibt es oftmals keine Alternative zur Verbrennung, da die Bewohner auf kurzfristig verfügbares Material zum Kochen oder Heizen zugreifen müssen.

## Kulturelle Bedeutung

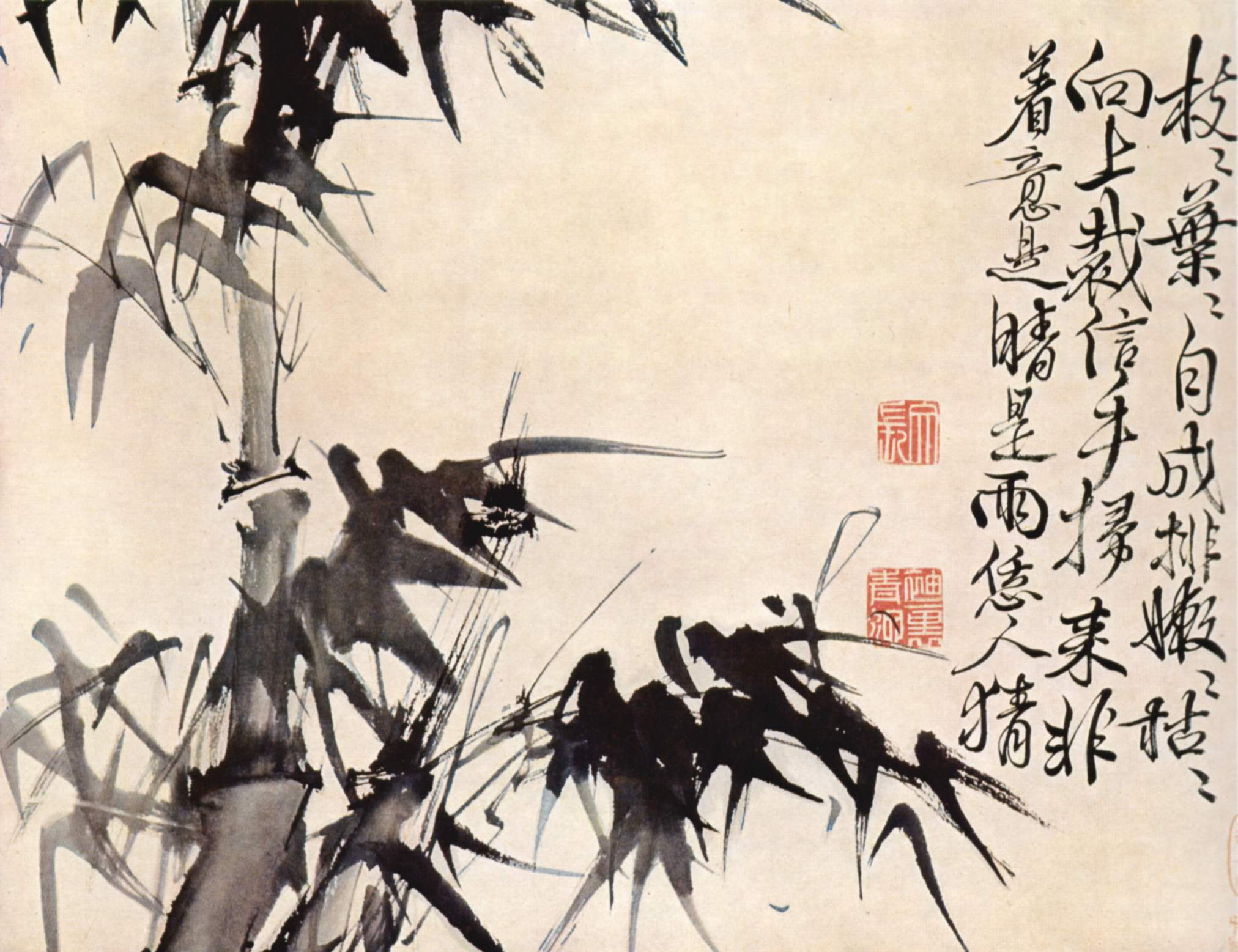
Malerei von Xu Wei (China, 1521–1597)

Dem Bambus werden verschiedene symbolhafte Bedeutungen zugeordnet. So ist er beispielsweise in China ein Symbol für langes Leben, in Indien ein Symbol der Freundschaft. Auf den Philippinen werden Bambuskreuze von Landwirten als Glücksbringer aufgestellt.
In Japan ist Bambus ebenfalls ein positiv besetzter Begriff. Bambus wächst sehr gerade, und aufgrund seiner frischen grünen Farbe gilt er als Symbol der Reinheit. Er tritt als Symbol auch zusammen mit Kiefernzweigen und Pflaumenblüten auf. Die drei Pflanzen werden nicht nur als Glückssymbole eingesetzt, sondern auch, um wie z. B. bei Sushi verschiedene Preisstufen zu markieren (von unten nach oben: shō – chiku – bai, Kiefer – Bambus – Pflaume). Am Jahresende wird auf jeder Seite der Eingangstür ein Gebinde aus Kiefernzweigen und häufig auch Bambusrohren aufgestellt, das Glück bringen soll (kadomatsu).
Da Bambus nur selten blüht und die Samen vorwiegend während Hungerzeiten gegessen wurden, wird die Bambusblüte in manchen Kulturen als Vorbote einer Hungersnot interpretiert. Im nordindischen Bundesstaat Mizoram haben die Blüten Ratten angelockt, die sich durch die eiweißreiche Bambusfrucht stark vermehrten und nach der Blüte über die Felder in der Umgebung herfielen. In einigen Kulturen Asiens, z. B. in den Andamanen, wird davon ausgegangen, dass die Menschheit bei ihrer Entstehung aus einem Bambusrohr herausgetreten ist. In Malaysia gibt es eine ähnliche Legende von einem Mann, der nach einem Traum ein Bambusrohr kappt und darin eine wunderschöne Frau vorfindet. Die japanische Taketori Monogatari erzählt von einer Mondprinzessin, die als Baby in einem leuchtenden Bambusrohr vorgefunden wird.
Bestimmte Bambusarten wurden während des Zweiten Weltkrieges in Japan zur sogenannten Bambusfolter verwendet.